# Brocheur
Der Brocheur ist eine wichtige Position in der traditionellen Küchenbrigade und hat eine spezialisierte Rolle bei der Zubereitung von Fleischgerichten, insbesondere bei der Verwendung von Spießen und Grills. Der Brocheur ist für das fachgerechte Grillen und Braten von Fleisch auf offenen Flammen oder Drehspießen verantwortlich. Diese Position spielt eine wesentliche Rolle in der Zubereitung von köstlichen und aromatischen Fleischgerichten und ist ein wichtiger Teil eines gut funktionierenden Küchenteams.

## Begriff
Der Begriff „Brocheur“ stammt aus dem Französischen und bedeutet wörtlich „Spießmeister“ oder „Grillmeister“. In einer klassischen Küchenbrigade, wie sie von Auguste Escoffier definiert wurde, ist der Brocheur ein hochspezialisierter Koch, der für die Zubereitung von Fleischgerichten auf Spießen oder Grills verantwortlich ist. Die Position des Brocheur kann jedoch je nach Art des gastronomischen Betriebs und der Größe der Küchenbrigade unterschiedlich interpretiert werden. In kleinen und mittleren Küchenbrigarden wird diese Funktion vom Grillardin übernommen.

## Gängige Interpretationen
- Grillmeister: In der traditionellen Interpretation ist der Brocheur der Experte für das Grillen von Fleischgerichten auf offenen Flammen oder Grillgeräten. Er kennt verschiedene Grilltechniken, kontrolliert die Temperatur und sorgt dafür, dass das Fleisch gleichmäßig und saftig gegart wird.
- Spießmeister: Der Brocheur kann auch für die Zubereitung von Fleisch auf Drehspießen verantwortlich sein. Er kennt die richtigen Techniken, um das Fleisch auf den Spießen zu befestigen und sicherzustellen, dass es perfekt gegart wird.

## Aufgabengebiete
Die Aufgaben des Brocheur können je nach Küche und Betrieb variieren, aber hier sind einige gängige Aufgabengebiete:
- Zubereitung von Fleischgerichten: Die Hauptaufgabe des Brocheur besteht darin, Fleischgerichte wie gegrillte Steaks, Spieße, Braten oder andere gegrillte Fleischspezialitäten zuzubereiten. Er wählt hochwertige Fleischsorten aus und sorgt für die fachgerechte Zubereitung auf dem Grill oder Drehspieß.
- Grilltechniken und Temperaturkontrolle: Der Brocheur ist Experte für verschiedene Grilltechniken und kennt die optimale Temperatur, um das Fleisch perfekt zu garen. Er sorgt dafür, dass das Fleisch saftig, zart und aromatisch ist.
- Kontrolle und Timing: Der Brocheur ist für die genaue Kontrolle der Garzeiten und des Timings verantwortlich. Er stellt sicher, dass das Fleisch zur richtigen Zeit servierfertig ist, um eine optimale Gästeerfahrung zu gewährleisten.
- Zusammenarbeit mit anderen Abteilungen: Der Brocheur arbeitet eng mit anderen Mitgliedern der Küchenbrigade zusammen, insbesondere mit dem Saucier und dem Entremetier. Er koordiniert die Zubereitung von Fleischgerichten mit anderen Teilen des Menüs, um ein harmonisches kulinarisches Erlebnis zu gewährleisten.

Die Rolle des Brocheur in einer Küchenbrigade ist von entscheidender Bedeutung, da gegrillte und auf Spießen zubereitete Fleischgerichte eine beliebte und köstliche Ergänzung zu vielen Menüs sind. Ein erfahrener und versierter Brocheur trägt dazu bei, dass die Fleischgerichte perfekt gegart und geschmacklich beeindruckend sind und somit das kulinarische Angebot eines gastronomischen Betriebs bereichern.